# Wólka Konopna
Wólka Konopna – wieś w Polsce położona w województwie lubelskim, w powiecie łukowskim, w gminie Trzebieszów.
| SIMC    | Nazwa             | Rodzaj  |
| ------- | ----------------- | ------- |
| 0693285 | Zabiałcze-Kolonia | kolonia |

Do 1927 roku istniała gmina Krasusy, której Wólka Konopna była siedzibą. W latach 1975–1998 miejscowość administracyjnie należała do województwa siedleckiego.
Wieś stanowi sołectwo w gminie Trzebieszów. Według Narodowego Spisu Powszechnego z roku 2011 wieś liczyła 155 mieszkańców.
Wierni Kościoła rzymskokatolickiego należą do parafii Najświętszej Maryi Panny Królowej Polski w Zembrach.

## Historia
"Obowiązkiem naszym jest uchronić od zapomnienia dzieje rodów naszej szlachty zagrodowej, tych rodów rycerskich, które przez tyle wieków stanowiły siłę obronną i chlubę narodu polskiego. Nie wolno nam zapominać i przechodzić obojętnie obok grobów dziadów i pradziadów naszych, którzy swe życie złożyli w walkach o byt i wolność Polski" (WŁ.Pulnarowicz)
''Krasusze, albo Krasuse, okolica szlachecka, powiat łukowski, gmina Krasusze, parafia Trzebieszów. W obrębie jej leżą wsie: Krasuse Gołowierzchy, Krasuse Łęcznowola, Krasuse Mikłusze, Krasuse Smolanka, Krasuse Wólka Konopczana (tak jest w oryginale -przyp. S. Zalewski), Krasuse Zaolszynie, Krasuse Zembry. Wspólna ogólna nazwa: Krasuse (Krasusze), zatrzymana jeszcze w spisie wsi z 1827 roku, dziś wyszła z użycia, a utrzymała się tylko w nazwie gminy mającej ten sam obszar co dawna okolica szlachecka. Znaleźliśmy też w księgach Towarzystwa Kredytowego Ziemskiego folwark Krasuse Łęcznowola z wsią Łęcznowola rozległy mórg 276. Wieś Łęcznowola osad 13, z gruntem mórg 54. Gmina Krasusze albo Krasuse graniczy z gminami: Jakusze, Celiny, i Trzebieszów, ma 2010 mieszkańców, rozległa 8082 mórg, sąd gminny okręg III Trzebieszów o siedem i pół wiorsty, urząd gminy w Wólce Konopnej o 12 i pół wiorsty od Łukowa, a 22 i pół wiorsty od Siedlec odległy, stacja pocztowa Łuków. W skład gminy wchodzą: Gołowierzchy, Konopna Wólka, Łącznowola (tak w oryginale), Mikłusze (tak w oryginale), Smolanka, Zaolszynie i Zembry. W 1827 roku wsie te miały 228 domów i 1261 mieszkańców.
(Słownik Geograficzny Królestwa Polskiego i innych krajów słowiańskich, tom IV, str. 647)
Wydany w 1418 r., przez biskupa krakowskiego
Wojciecha Jastrzębca, akt erekcyjny parafii Zbuczyn wymienia wieś Krasuszę jako zamieszkaną
przez czterech chłopów, zaś w roku 1564 mieszkało tam dwadzieścia pięć rodzin szlacheckich w sześciu wioskach o tej samej nazwie.
Cytowany powyżej Słownik Geograficzny Królestwa Polskiego wydany został w Warszawie w 1880 roku nakładem Filipa Sulimierskiego i Władysława Walewskiego. Zawiera więc dane nie późniejsze, niż z końca lat siedemdziesiątych XIX w. Zawarte w słowniku wcześniejsze dane pochodzą ze spisu wsi dokonanego w 1827 roku.
Jeszcze na początku XIX w. używano dla całej okolicy nazwy Krasuse. Był to zaścianek (okolica szlachecka, jak się wówczas mówiło), w skład którego wchodziły osady: Zembry, Mikłusze (obecnie Mikłusy), Wólka Konopczana (w latach 70. XIX w. nazywana już Wólką Konopną), Zaolszynie, Łącznowola (Łęcznowola), Gołowierzchy, Smolanka. Centralne położenie w zaścianku miała niewątpliwie Wólka Konopna. Z tego też zapewne powodu została w 1875 roku siedzibą gminy, noszącej nazwę Krasuse. Gmina została zniesiona w 1927 roku. Akta gminy Krasusy znajdują się w Państwowym Archiwum w Siedlcach pod nazwą "Akta gminy Krasusy powiat Łuków", Nr zespołu 236/0. Akta obejmują lata 1875-1933 i zawierają 107 jednostek archiwalnych, wszystkie opracowane.
Dz.U. 1927 nr 31 poz. 281 Rozporządzenie Ministra Spraw Wewnętrznych z dnia 14 marca 1927 r. o zniesieniu gmin wiejskich Krasusy, Jakusze i Skrzyszew oraz o zmianie granic gmin na terenie powiatu łukowskiego w województwie lubelskiem: par.1. Gminę wiejską Krasusy w powiecie łukowskim, województwie lubelskiem, znosi się. Należące do zniesionej gminy miejscowości: wsie Gołowierzchy, Łęcznowolę, Smolankę, Wólkę Konopną oraz kolonję Smolankę włącza się do gminy Celiny, zaś wsie: Mikłusy, Zembry i Zaolszynie do gminy Trzebieszów w tymże powiecie i województwie. (...). Par. 8. Rozporządzenie niniejsze wchodzi w życie z dniem 1 kwietnia 1927 roku. Minister Spraw Wewnętrznych: Sławoj Składkowski Rozporządzenie MSW
Mieszkańcy Wólki Konopnej znają legendę o pochodzeniu nazwy Krasusy. Mówi ona o jakimś królu, który wyprawił się na Jaćwingów i w czasie walk, gdy znalazł się w niebezpieczeństwie, został wyratowany przez swego giermka o imieniu Kraska, który broniąc króla, stracił nogę.
Po zwycięskiej bitwie król nadał wiernemu giermkowi znaczny obszar ziemi oraz obdarował go odlaną złotą nogą.
Jeśli założyć, że w legendzie tej przetrwał jakiś fakt historyczny, to może tutaj chodzić o krwawą bitwę, jaką stoczył pod Łukowem z Jaćwingami w 1264 roku Bolesław Wstydliwy. Historycy do dzisiaj nie mogą ustalić dokładnego miejsca tej bitwy, ale wiele wskazuje na to, że bitwę tę stoczono na terenie leżącym pomiędzy dzisiejszą Smolanką i Wólką Konopną. Wśród ówczesnych puszczańskich mokradeł był to jedyny w tej okolicy bardziej wyniosły i suchy teren nadający się do stoczenia bitwy. Po zwycięskiej bitwie woje Bolesława w pościgu za pokonanymi zapuścili się pod dzisiejsze Mordy, gdzie wycięto w pień resztki jaćwieskich niedobitków (stąd późniejsza nazwa Mordy), a niedaleko tego miejsca odpoczywali strudzeni po krwawym boju, opatrując rannych i obmywając zakrwawione czoła (Czołomyje).
Onże Kraska nadał swojej posiadłości nazwę Krasusze, zaś złotą nogę przyjął jako herb szlachecki Złotogoleńczyk (Nowina). Herb ten wymieniany jest w herbarzu Bartosza Paprockiego Herby rycerstwa polskiego z 1584 r., jako jeden z najstarszych herbów polskich, znany już za panowania Leszka Białego.
"(...) ma być ucho kotłowe białe w polu błękitnym, miecz w pośrodku otłuczony, na koronie w hełmie noga zbrojna".
(Bartosz Paprocki, Herby, s. 306).
Wśród herbownych wymienieni są Krasuscy z łukowskiego powiatu.
Rzecz ciekawa, że miejsce pomiędzy Smolanką i Wólką Konopną było także terenem innej bitwy, już w czasach nowszych, bo w okresie powstania styczniowego.
"9 lutego 1864 roku połączone oddziały konne P. Landowskiego i J. Lenieckiego /prawdopodobnie ponad 100 powstańców/ zostały pod Wólką Konopną zaatakowane przez przeważające siły carskich ułanów i kozaków. Kawaleria powstańcza przez jakiś czas broniła się skutecznie, jednak wobec przewagi nieprzyjaciela musiała opuścić plac boju, tracąc 30 zabitych i rannych, oraz 2 wziętych do niewoli. Ponadto powstańcy stracili broń i 8 koni. (...) Część jazdy uszła na północ, w stronę Zdan, Modrzewia i Radzikowa. Wększość oddziału skierowała się natomiast na południe, zatrzymując się w Smolance. Tutaj 10 lutego, powstańcy ponownie zostali zaatakowani przez wojska carskie i zmuszeni do ucieczki, tracąc 2 poległych, 10 sztucerów i 3 konie. Do niewoli dostał się P. Landowski /pod Wólką Konopną lub Smolanką/.
(Jerzy Strychalski,,Powstanie Styczniowe 1863-1865. Bitwy i potyczki na terenie województwa siedleckiego")
Rejestr Pomiarowy sporządzony przez mierniczego przysięgłego Tadeusza Chrupka w 1937 roku podaje, że grunty wsi Wólka Konopna liczyły 511,2 ha. Należały one do 117 właścicieli lub ich spadkobierców. Wśród nich największą ilość gruntów posiadali:
spadkobiercy Mateusza Chromińskiego 23,9 ha,
Baltazar i Marianna Wysokińscy 18,0 ha,
Marianna i Jan Krasuscy 16,1 ha,
Roman i Feliksa Krasuscy 15,8 ha,
Wacław i Marianna brat i siostra Karwowscy 14,6 ha,
spadkobiercy Andrzeja Krasuskiego 14,4 ha.
Wieś posiadała także grunty użyteczności publicznej o łącznej powierzchni 4,9 ha, takie jak boisko sportowe, miejsce na moczenie lnu, kopalnia gliny, kopalnia piasku i plac pod szkołą.
Obecnie granica między województwem lubelskim, do którego należy Wólka Konopna, a województwem mazowieckim przebiega około 200 m w kierunku północno-zachodnim od skraju wsi, przecinając drogę pomiędzy Łęcznowolą a Wólką Konopną. Wólka Konopna należy do parafii Zembry, ale posiada własną kaplicę (jest to już druga kaplica wybudowana w tej wsi staraniem mieszkańców ).
O tym, że Wólka Konopna stanowiła główną osadę zaścianka szlacheckiego Krasuse świadczyć może fakt, że jeszcze do lat pięćdziesiątych XX w. najwięcej mieszkańców noszących nazwisko Krasuski zamieszkiwało właśnie w Wólce Konopnej. Do dzisiaj jeśli spotyka się osoby noszące nazwisko Krasuski, niezależnie od tego gdzie zamieszkują, można założyć z bardzo dużym prawdopodobieństwem, że ich rodowód wywodzi się z okolic dawnej gminy Krasuse, lub obecnej gminy Trzebieszów.
Budynek Szkoły Podstawowej w Wólce Konopnej położony na wschodnim skraju wsi i otoczony pięknymi lipami został wybudowany na przełomie lat czterdziestych i pięćdziesiątych XX w. w przeważającej mierze dzięki społecznej pracy mieszkańców wsi i oddany do użytku 1 września 1951 r. Na czele Społecznego Komitetu Budowy Szkoły stał Eugeniusz Zalewski, który położył bardzo duże zasługi dla tego przedsięwzięcia. Poprzednio, tj. do 1951 roku Szkoła Podstawowa w Wólce Konopnej mieściła się w starym, drewnianym budynku, położonym na zachodnim skraju wsi, przy drodze do wsi Dziewule. Wcześniej budynek ten był siedzibą Urzędu Gminy Krasusy. Budynek "starej szkoły" został zaadaptowany na siedzibę Gromadzkiej Rady Narodowej, a w latach siedemdziesiątych poprzedniego wieku rozebrany. Mniej więcej w tym samym miejscu, nieco bliżej drogi, pobudowano zlewnię mleka.